# ニュージーランドラグビー
ニュージーランドラグビー協会（ニュージーランドラグビーきょうかい）またはニュージーランドラグビー（New Zealand Rugby、略称: NZR）は、ニュージーランドにおけるラグビーユニオンを統括する競技団体である。ワールドラグビー（旧・国際ラグビー評議会）に加盟し、ニュージーランド国内でのラグビーニュージーランド代表のテストマッチの運営とスーパーラグビーの運営、審判の育成、14の州代表チームが参戦するナショナル・プロヴィンシャル・チャンピオンシップ（NPC）と、12の州代表が参戦するハートランド・チャンピオンシップを主催している。
ニュージーランド初の地域協会設立された12年後の1892年、ニュージーランドラグビーフットボール協会（New Zealand Rugby Football Union、NZRFU）として創設された。1949年に国際ラグビーフットボール評議会（現在のワールドラグビー）の加盟協会となった。2006年に名称から「フットボール」という語を削除した。2013年にブランド名「New Zealand Rugby」が採用された。
組織の主な目的は、NZR憲章に示されているように、ニュージーランド全土においてラグビーを振興し、発展させること、ニュージーランドおよび海外での試合と遠征を企画、参加すること、ワールドラグビーにおいてニュージーランドを代表すること、ニュージーランド代表チームを結成、管理すること、ラグビーユニオンへの参加を奨励すること、である。NZRの本部はニュージーランド・ウェリントンに位置し、オークランドに事務所を構える。

## 歴史
1870年代にイングランドからラグビーが伝わり、1875年にオークランドとダニーデンのクラブチーム間で初試合が開催された。1879年にウェリントンとカンタベリー州代表チームが発足。この時は州代表チームの所属母体が存在せず、両チームはラグビー・フットボール・ユニオン所属となった。
1892年4月16日にラグビー協会が設立され、10の州代表協会が所属。設立当初は組織名に「ニュージーランド・ラグビー・フットボール・ユニオン（New Zealand Rugby Football Union(NZRFU)）」を採用した。
1893年に、ニュージーランド代表チームがオーストラリア遠征を行い、この年より代表チームの公式ユニフォームに漆黒のジャージが採用された。
1895年に新規7州協会がNZRFUに加盟。1949年に国際ラグビー評議会（現・ワールドラグビー）に加盟。
1996年にラグビー国際対抗戦「トライネイションズ」（現・ザ・ラグビーチャンピオンシップ）および「スーパー12」（現・スーパーラグビー）を開催するため、ニュージーランド・オーストラリア・南アフリカの3協会の合弁事業「SANZAR」（現・SANZAAR）を設立。
2006年に「フットボール」を外した現在の組織名を採用。2013年から協会としてのブランド名「ニュージーランドラグビー（NZR）」を採用している。

## 運営組織
ニュージーランド有限協会法1908の下、法人格を有している。協会の最高責任者はチェアマンで、2022年から弁護士で実業家の元ニュージーランド総督、パツィー・レディが務めている。協会運営の最高責任者はCEOで、マーク・ロビンソンが務めている。
ブランド力向上のためパトロン制度を導入し、パトロン・会長・副会長の3名を名誉職として起用している。サー・ブライアン・ロホア（元オールブラックスキャプテン（25キャップ）、元オールブラックスヘッドコーチ、ニュージーランド勲章受章者）が2019年8月に亡くなった後、パトロンは現在空席になっている。ビル・オズボーンが会長、マックス・スペンスが副会長を務めている。パトロンは理事会に出席しない。会長・副会長はパトロンと異なり理事会には出席するが議決権は持たない。
協会本部はウェリントンに所在するニュージーランドラグビーハウス。理事会は議決権を持たない会長・副会長と議決権を持つチェアマン以下9名の理事との11名で構成され、CEOと各世代別代表ヘッドコーチの人選を行う。職員数は約90名。
パーマストン・ノースにニュージーランドラグビーの歴史を紹介するラグビー博物館を開設している。

## 代表資格とサバティカル
海外チームでプレーする選手は、ニュージーランド代表資格を持てないというニュージーランド協会独自の規定がある。その例外規定として「サバティカル（sabbatical、日本語の『長期休暇』に相当）」があり、1年間の休暇を利用して海外でプレーをすることができる。これを利用し、季節が半年ずれている日本のリーグワンなど北半球で、多くの現役代表選手が1シーズン限りではあるが活躍している。

## 関連チーム
男子
- ラグビーニュージーランド代表（オールブラックス）
- オールブラックスXV （A代表）
- マオリ・オールブラックス
- 7人制ラグビー男子ニュージーランド代表（オールブラックスセブンズ）
- U-20ラグビーニュージーランド代表（ベイビーブラックス）
- ニュージーランド・ハートランドXV
- ニュージーランド・スクールズ（高校代表）

女子
- ラグビー女子ニュージーランド代表（ブッラクファーンズ）
- 7人制ラグビー女子ニュージーランド代表（ブッラクファーンズセブンズ）

## 審判
5名の審判とプロ契約を結び、ラグビーチャンピオンシップ、スーパーラグビーおよびラグビーワールドカップ他、各国ラグビー協会の要請に応じ国際試合へ審判を派遣している。各国ラグビー協会と提携関係を結び、日本ラグビーフットボール協会とはレフリー海外留学派遣制度を通じて日本人レフリーの海外研修およびニュージーランド人レフリーをトップリーグへ派遣している。

## その他
国連児童基金（ユニセフ）とパートナーシップ関係を締結し、ユニセフのテレビコマーシャル制作へ協力している。